# Мухін Віктор Іванович
Ві́ктор Іва́нович Му́хін (нар. 28 вересня 1914, Зайцеве — пом. 9 лютого 1977, Ворошиловград) — український радянський скульптор, член Спілки радянських художників України з 1946 року. Брат скульптора Богдана Мухіна.

## Життєпис
Народився 15 [28] вересня 1914 року в селі Зайцевому (нині селище міського типу Бахмутського району Донецької області, Україна). Протягом 1931—1932 років навчався у Харківському художньому інституті у Леонори Блох; 1938 року закінчив Київський художній інститут, де вчився у Жозефіни Діндо та Леоніда Шервуда.
З 1952 року викладав у Ворошилоградському художньому училищі. Серед його вихованців — Петро Кізієв, Олексій Лакатош, Микола Можаєв. Був засновинком та у 1958—1962 роках очолював Ворошиловградську організацію Спілки художників України. Жив у Ворошиловграді, в будинку на вулиці Демехіна, № 27, квартира № 55. Помер у Ворошиловграді 9 лютого 1977 року.

## Творчість
Працював в галузі монументальної та станкової скульптури. Серед робіт:
станкова скульптура
- «Над загиблим другом» (1945);
- «Михайло Фрунзе» (1949, бронза);
- «Молодогвардійці» (композиція з п'яти фігур: Олег Кошовий, Уляна Громова, Сергій Тюленін, Любов Шевцова; 1950—1954, гіпс тонований, 251 Х 88 Х 87; у співавторстві з Василем Агібаловим та Василем Федченком; Національний художній музей України; модель пам'ятника встановленого у Сорокиному)[1].
- «Герой Радянського Союзу Уляна Громова» (1952);
- «Шахтар відпочиває» (1960);
- «Син Донбасу» (1963, у співавторстві з В. Дедичевим);
- «Феросплавлювач» (1965);
- «Хлібороби» (1965, тонований цемент);
- «Ми наш, ми новий світ збудуємо» (1965—1966, дерево);
- «Володимир Ленін з робітником» (1967, дерево);
- «Петро Чайковський» (1967, бетон литий);
- «Портрет П. Лютикова» (1971, чавунобетон);

пам'ятники
- Володимиру Леніну в Красному Лучі (1944, бронза, граніт; у співавторстві з Василем Агібаловим та Василем Федченком);
- радянським воїнам на братській могилі в Луганську (1944, бетон; у співавторстві з Василем Агібаловим та Василем Федченком);
- радянським воїнам на братській могилі в Кадіївці (1946, бетон; у співавторстві з Василем Агібаловим та Василем Федченком);
- молодогвардійцям у Сорокиному (відкрито 12 вересня 1954; бронза, граніт; у співавторстві з Василем Агібаловим та Василем Федченком, архітектор Олександр Сидоренко);
- молодому Володимиру Леніну в Основі (1955, у співавторстві з Василем Агібаловим та Василем Федченком);
- Володимиру Леніну в Луганську (1955, у співавторстві з Василем Агібаловим, Василем Федченком, Іваном Чумаком);
- героям Біловодського повстання 1918 року у Біловодську (1968—1969, пісковик, залізобетон; архітектор В. Житомирський);
- монумент «Україна — визволителям» у смт Міловому (1972, у співавторстві);
- «Шахтар відпочиває» у Горлівці (1970-ті).

Брав участь у республіканських виставках з 1946 року, всесоюзних — з 1951 року, зарубіжних — з 1954 року.

## Відзнаки

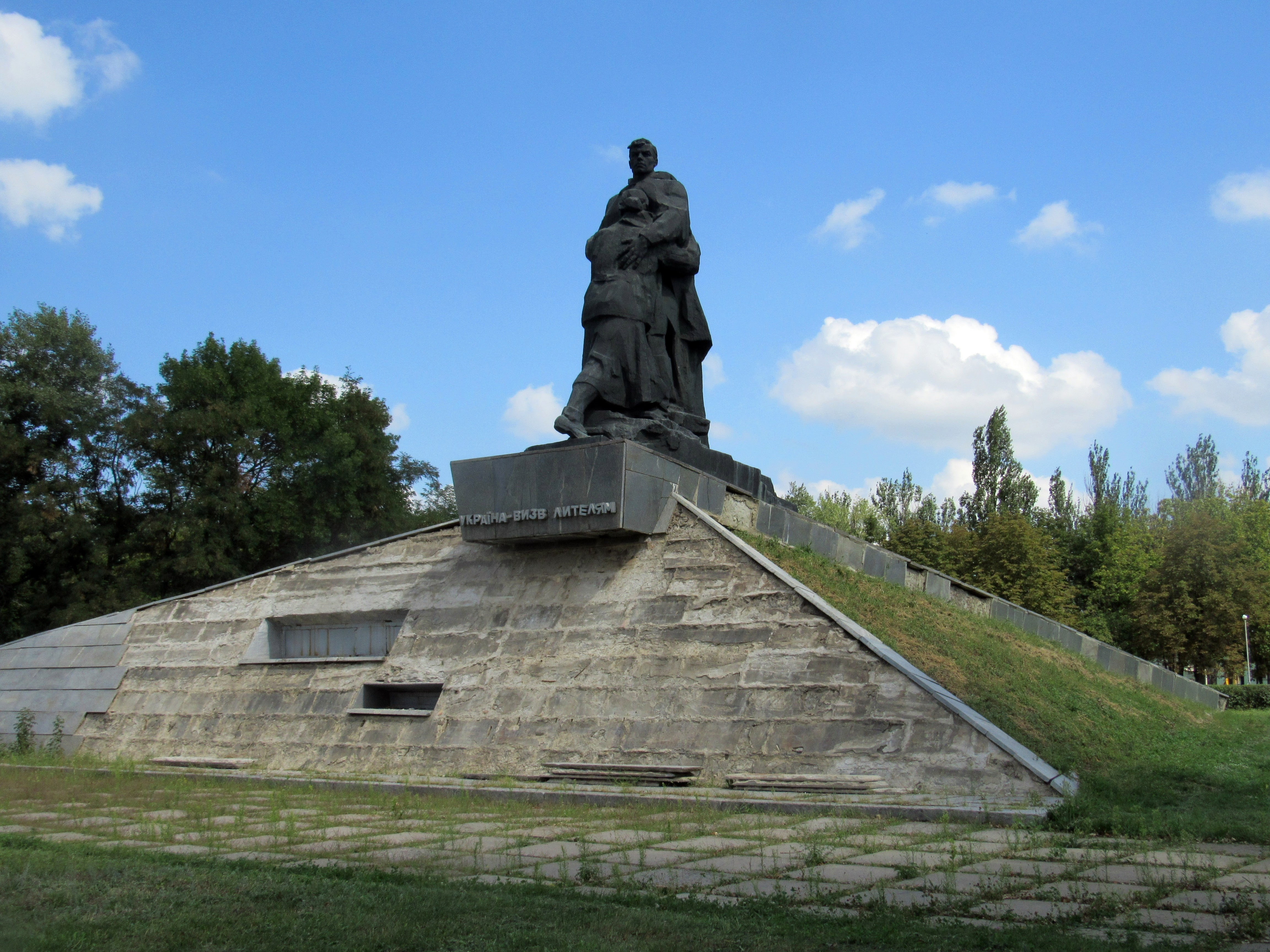
монумент «Україна — визволителям».

- Заслужений діяч мистецтв УРСР з 1956 року;
- Орден Трудового Червоного Прапора;
- Шевченківська премія за 1973 рік (за монумент «Україна — визволителям» у смт Міловому; разом з Георгієм Головченком, Анатолієм Єгоровим, Іваном Міньком, Іллею Овчаренком, Василем Федченком, Іваном Чумаком)[2].